# 広島県道231号庄原停車場線
広島県道231号庄原停車場線（ひろしまけんどう231ごう しょうばらていしゃじょうせん）は、広島県庄原市を通る一般県道である。

## 概要
JR西日本芸備線 備後庄原駅と国道183号・国道432号交点を結ぶ。路線名称は庄原停車場線だが駅名は開業当時（1923年（大正12年）12月8日）からずっと備後庄原である。
広島県道422号中領家庄原線以南は国道432号旧道である。

### 路線データ
- 起点：庄原市東本町3丁目（JR西日本芸備線 備後庄原駅前）
- 終点：庄原市新庄町（新庄町交差点、国道183号・国道432号交点）
- 総延長：約1.3 km

## 地理

### 通過する自治体
- 庄原市

### 交差する道路
| 交差する道路              | 交差する場所 | 交差する場所        |
| ------------------------- | ------------ | ------------------- |
| 広島県道422号中領家庄原線 | 東本町3丁目  | 庄原駅前南交差点    |
| 国道183号 国道432号       | 新庄町       | 新庄町交差点 / 終点 |

### 沿線
- JR西日本芸備線 備後庄原駅
- 庄原市役所
- 庄原市立庄原中学校
- E2A 中国自動車道 21 庄原IC（終点付近）